# LG V series
Серия LG V — линейка высококлассных Android-устройств производства LG Electronics. Эта серия намечена выше серии LG G. Первый телефон в серии V, LG V10, был представлен в сентябре 2015 года, это первый смартфон с числом от компании, кратным 10.

## Телефоны

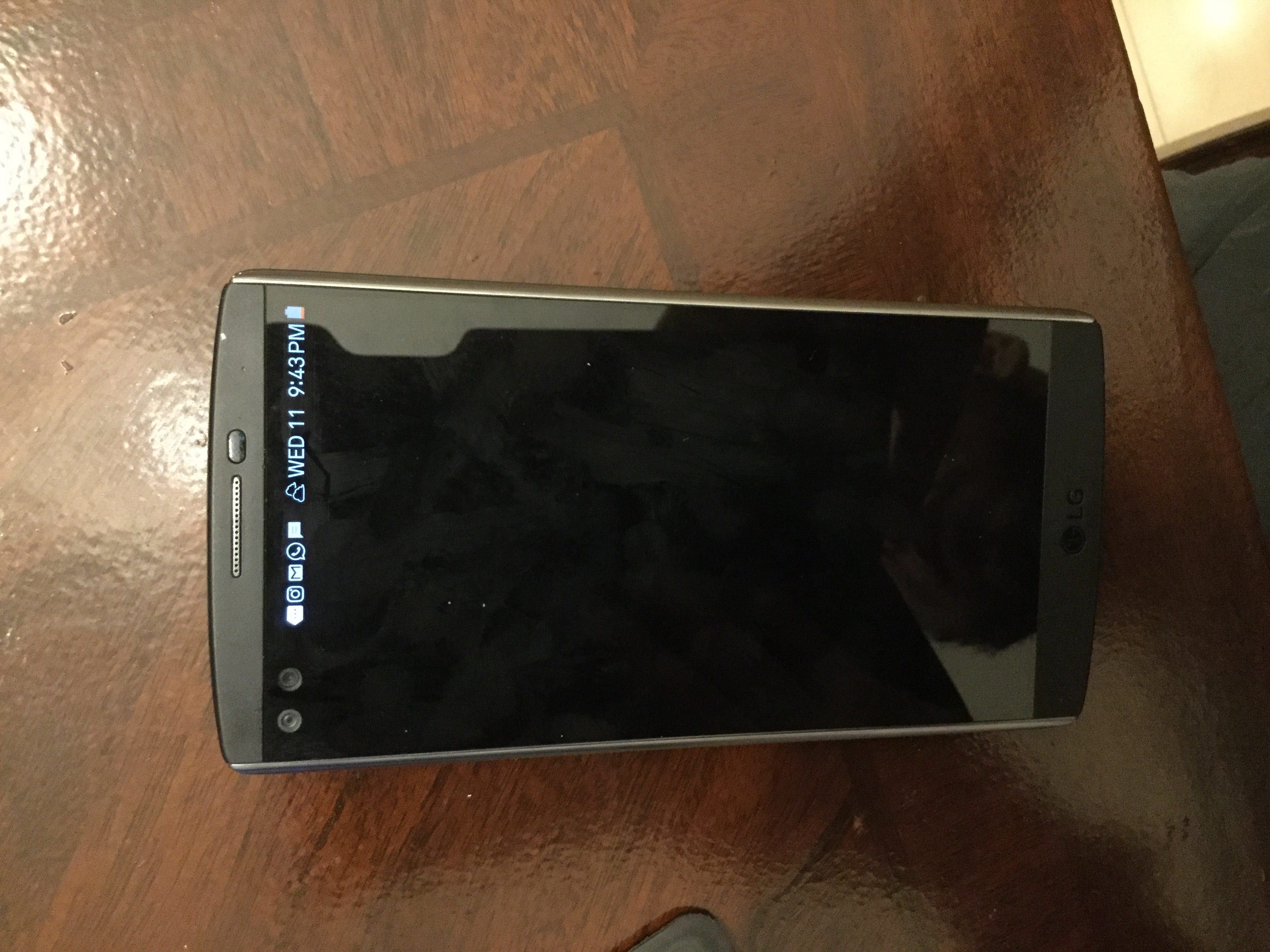
LG V10

### LG V10
LG анонсировала смартфон V10 в сентябре 2015 года. Он оснащен дополнительным дисплеем над основным экраном, а также двумя 5-мегапиксельными фронтальными камерами (дополнительная имеет широкий угол обзора 120°). Он оснащен датчиком отпечатков пальцев и кнопкой «Домой», а также имеет кожаную заднюю панель, а также полноценные ручные режимы фото- и видеосъемки для расширенного и быстрого редактирования в пути.
- Дисплей: 5,7-дюймовый IPS LCD с разрешением 1440x2560 пикселей (основной); 2,1-дюймовый дисплей с разрешением 160x1040 пикселей (дополнительный)
- Процессор: Qualcomm Snapdragon 808
- Память: 64 ГБ (с возможностью расширения)
- Оперативная память: 4 ГБ LPDDR3
- Звук: 32-битный Hi-Fi ЦАП Sabre ES9018
- Аккумулятор: 3000 мАч (съемный)
- Цвета: космический черный, опаловый синий

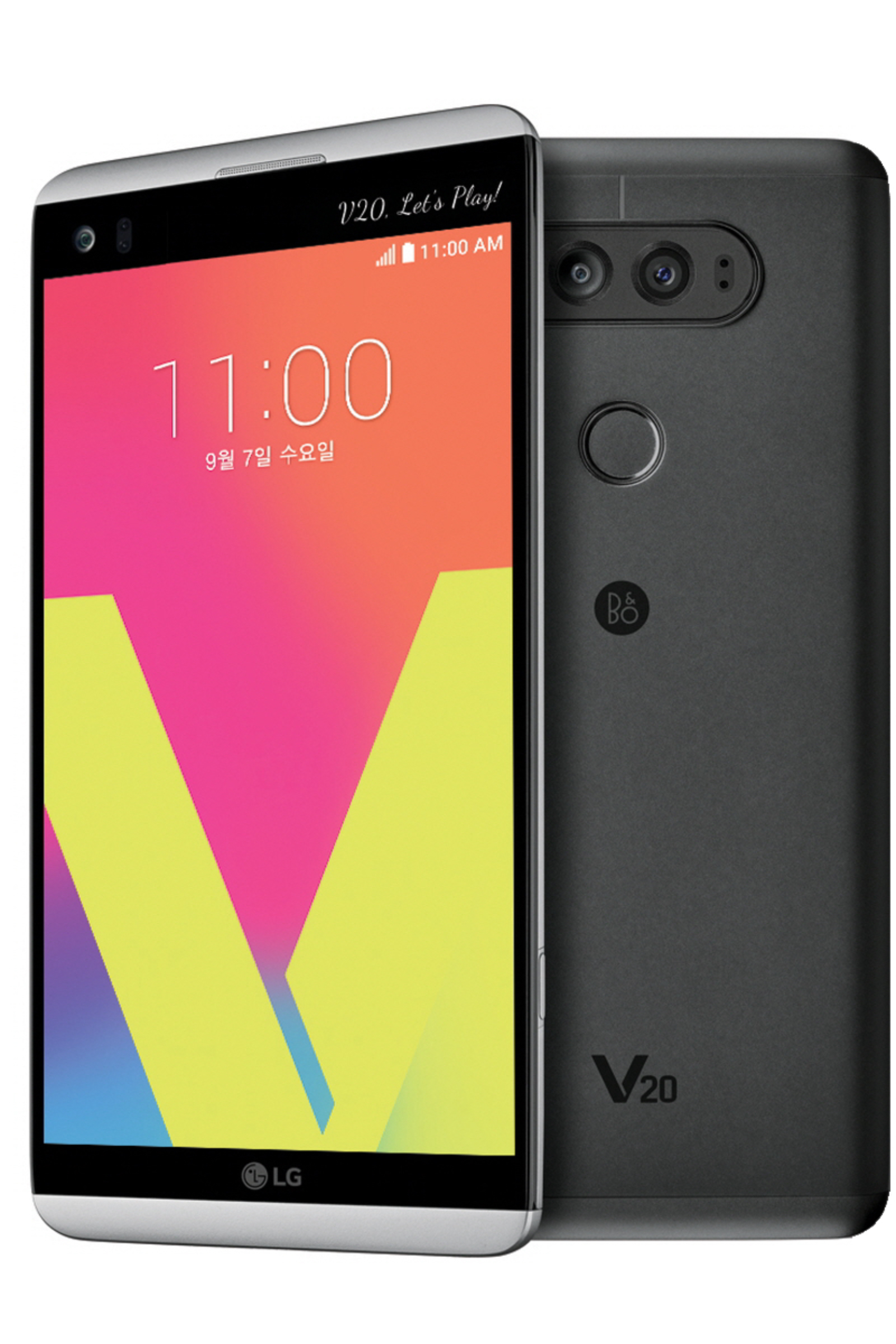
LG V20

### LG V20
LG анонсировала смартфон V20 6 сентября 2016 года. Как и его предшественник, он оснащен дополнительным дисплеем над основным экраном, а его тонкая алюминиевая задняя панель соответствует стандарту MIL-STD-810G. Несмотря на то, что у LG V20 больше нет двух фронтальных камер, он получил дополнительную заднюю камеру с разрешением 8 Мп и широким углом обзора 135° по сравнению с V10, сохранив при этом менее распространенные функции, такие как ИК-порт, FM-радио, высококачественный 24-битный выделенный звук. рекордер и слот для карты microSD в соответствии с профессиональным вариантом использования LG серии V.
- Дисплей: 5,7-дюймовый IPS LCD с разрешением 1440x2560 пикселей (основной); 2,1-дюймовый дисплей с разрешением 160x1040 пикселей (дополнительный)
- Процессор: Qualcomm Snapdragon 820
- Память: 64 ГБ (с возможностью расширения)
- Оперативная память: 4 ГБ LPDDR4
- Звук: 32-битный Hi-Fi Quad DAC Sabre ES9218, настроенный Bang & Olufsen для всех регионов, кроме Северной Америки
- Аккумулятор: 3200 мАч (съемный)
- Цвета: титан, розовый, серебристый

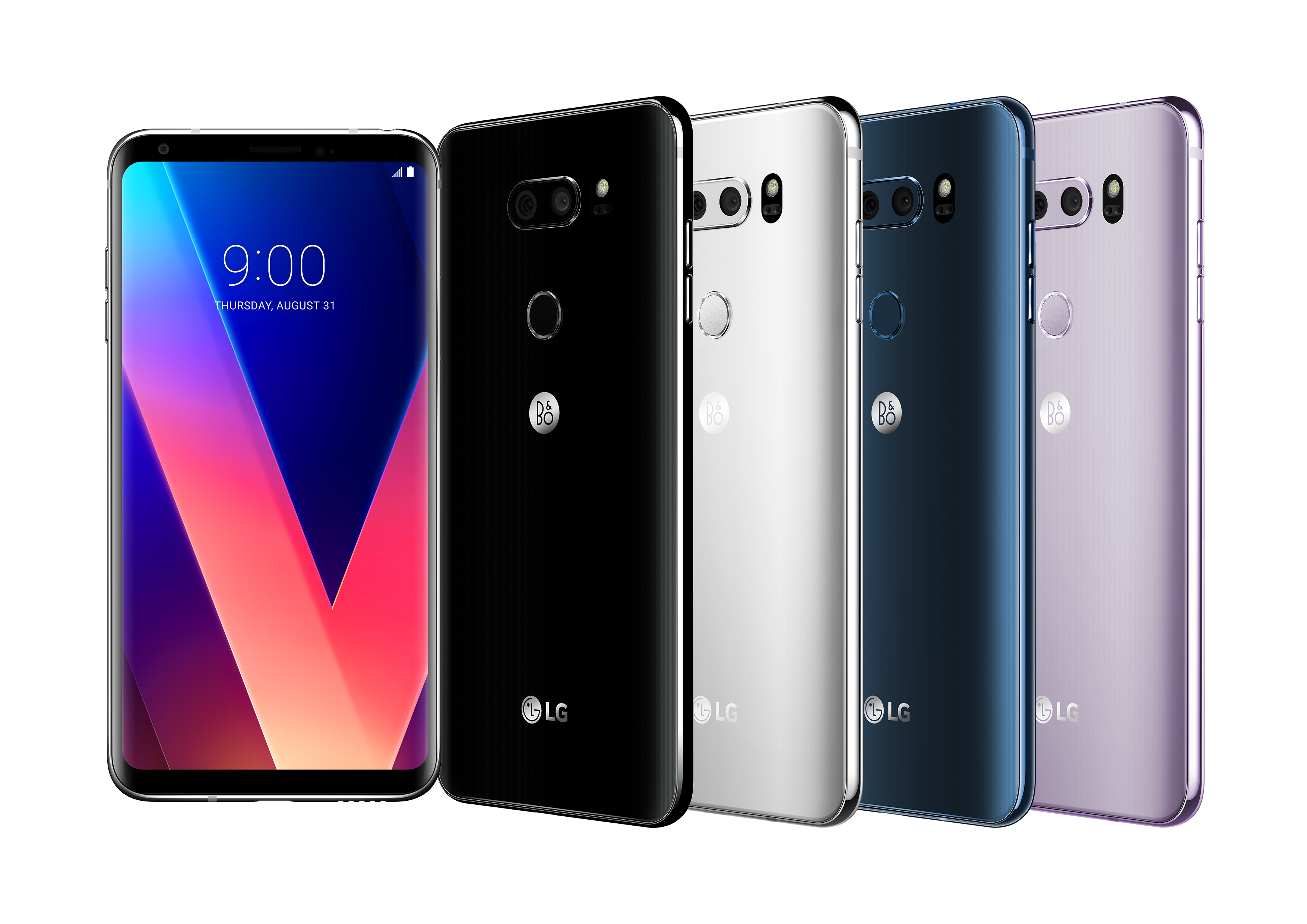
LG V30

### LG V30
LG анонсировала серию V30, состоящую из LG V30 и LG V30+, 31 августа 2017 года. В ней вместо вторичного дисплея V20 используется практически безрамочный экран с соотношением сторон 18:9, а также съемный аккумулятор в пользу гидроизоляции IP68 и стекла для беспроводной зарядки. По сравнению с V20 второй экран был заменен программной плавающей полосой. Единственная разница между стандартным LG V30 и LG V30+ заключается в том, что LG V30+ имеет 128 ГБ памяти, а LG V30 — 64 ГБ.
- Дисплей: 6 дюймов, соотношение сторон 18:9, POLED, разрешение 1440×2880 пикселей, DCI-P3 FullVision
- Процессор: Qualcomm Snapdragon 835
- Память: 64 ГБ (LG V30); 128 ГБ (LG V30+); оба расширяемые
- Оперативная память: 4 ГБ LPDDR4X
- Звук: 32-битный Hi-Fi Quad DAC Sabre ES9218P, настроенный Bang & Olufsen
- Аккумулятор: 3300 мАч (несъемный)
- Цвета: черное сияние, серебристое облако, марокканский синий, лавандово-фиолетовый и малиново-розовый.

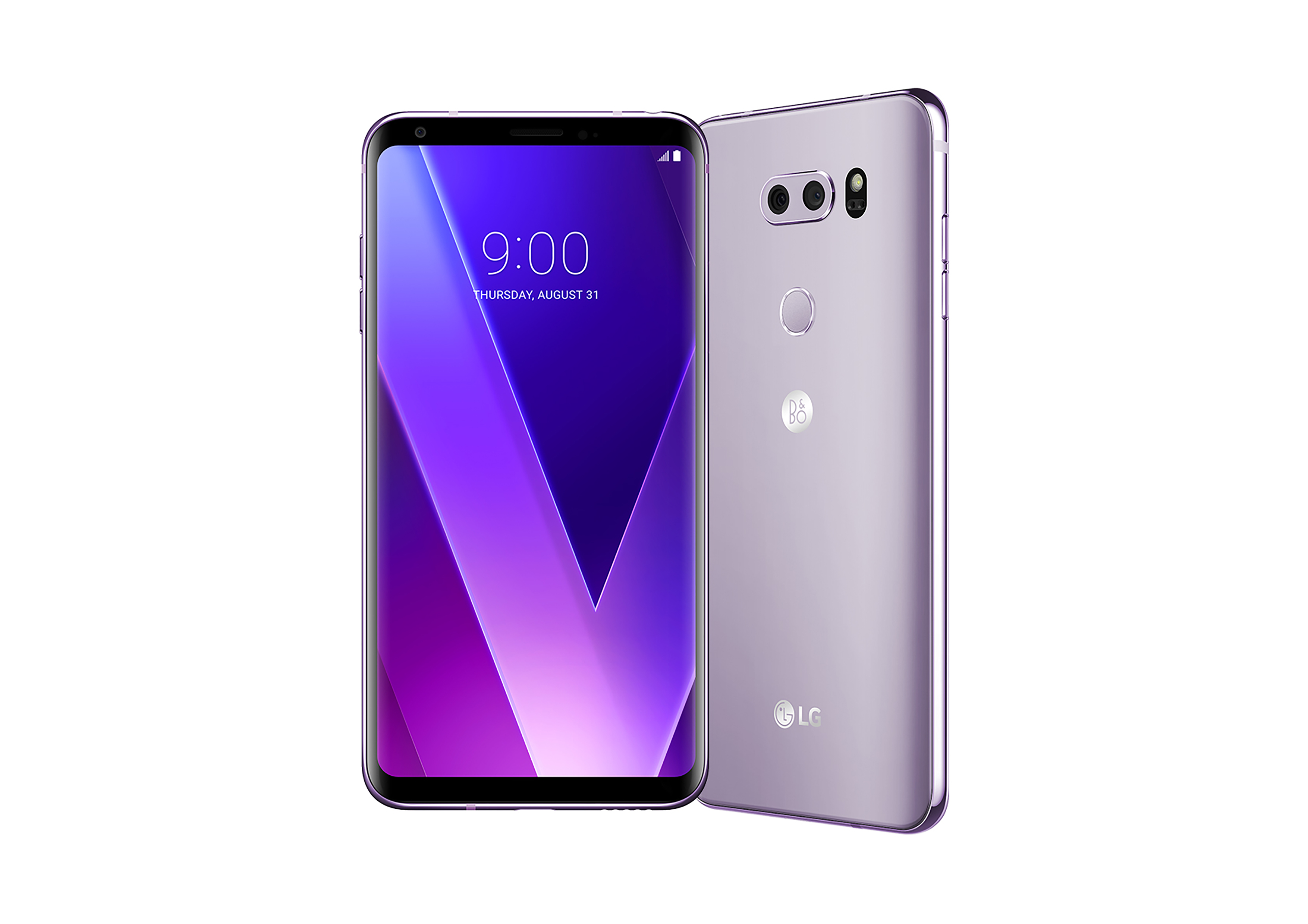
LG V30S ThinQ

### LG V30S ThinQ
В феврале 2018 года LG анонсировала обновление LG V30, LG V30S ThinQ, которое знаменует собой первый телефон с брендом ThinQ. Аппаратное обеспечение телефона аналогично LG V30, с основными отличиями в памяти, оперативной памяти и цветовых вариантах. LG V30S ThinQ также содержит ряд новых программных функций.
- Процессор: Qualcomm Snapdragon 835
- Память: 128 ГБ (LG V30S); 256 ГБ (LG V30S+); оба расширяемые
- Оперативная память: 6 ГБ
- Аккумулятор: 3300 мАч (несъемный)
- Цвета: новый платиновый серый и новый марокканский синий.

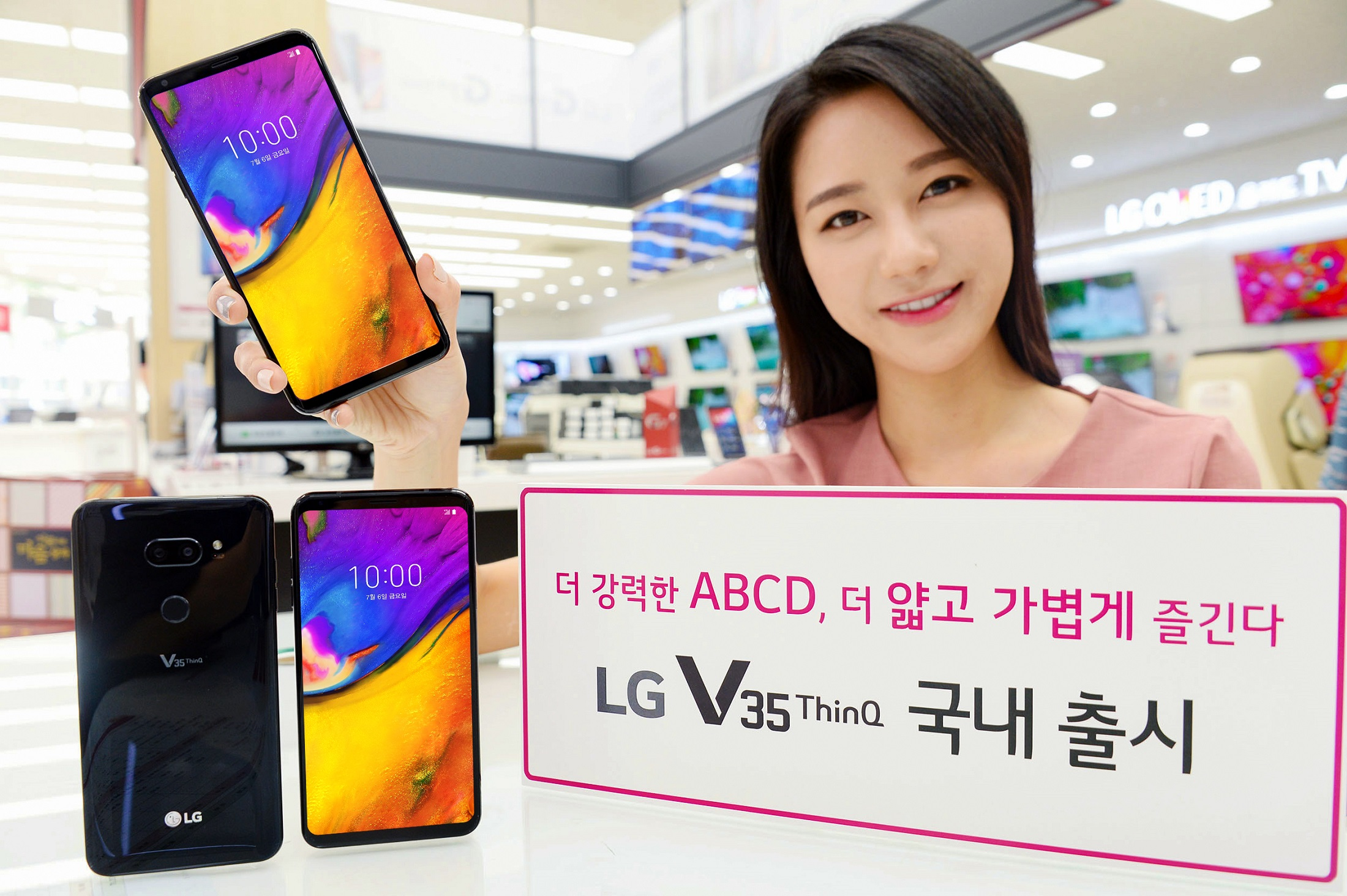
LG V35 ThinQ

### LG V35 ThinQ
Новое дополнение к серии LG V30, LG V35 ThinQ, было выпущено в мае 2018 года. Телефон содержит большую часть сборки и дизайна LG V30 с добавлением обновленного оборудования, перечисленного ниже:
- Процессор: Qualcomm Snapdragon 845
- Память: 64 ГБ; расширяемый
- Оперативная память: 6 ГБ
- Аккумулятор: 3300 мАч (несъемный)
- Камера — фронтальная: 8 МП, f/1,9 (против 5 МП, f/2,2 на LG V30S)
- Камера — задняя: 16 Мп, 107°, дополнительный широкоугольный объектив, f/1,9 (по сравнению с 13 Мп, 120°, дополнительный широкоугольный объектив, f/1,9 на LG V30S)
- Звук: Тот же Hi-Fi ЦАП ESS Technology, что и в V30S, плюс включение опции программного обеспечения DTS:X 3D Surround Sound
- Цвета: черный аврора, платиново-серый

### LG V40 ThinQ
27 сентября 2018 года компания LG Mobile Global разместила на своем канале YouTube видео-тизер дизайна предстоящего LG V40 ThinQ. Тизер дразнил фразой «Take 5», намекая на то, что в телефоне будет всего 5 камер (впервые для LG), мягкое, шелковистое ощущение («Шелковый взрыв») и выбор цветов, таких как Moroccan Blue и Aurora Black. 3 октября 2018 года компания LG официально анонсировала LG V40 ThinQ в Нью-Йорке вместе с гибридными часами LG Watch W7. Этот телефон выпущен 18 октября 2018 года.
Двойные селфи-камеры, функция, представленная в V10, возвращаются в V40 ThinQ и размещаются внутри «чёлки».

#### Характеристики
- ОС: Android 8.1
- Дисплей: 6,4-дюймовый 19,5:9 QHD+ OLED FullVision (разрешение 3120 x 1440 / 538 ppi / HDR10)
- Процессор: восьмиядерный Qualcomm Snapdragon 845.
- Память: 128 ГБ (с возможностью расширения до 2 ТБ)
- Оперативная память: 6 ГБ LPDDR4X
- Сеть: LTE-A, 4 диапазона CA
- Возможности подключения: Wi-Fi 802.11a/b/g/n/ac, Bluetooth 5.0 BLE, NFC, USB Type-C 2.0 (3.1 совместимый)
- Звук: 32-битный Hi-Fi Quad DAC Sabre ES9218P, динамики смартфона, настроенные Meridian Audio, динамик Boombox, DTS:X 3D Surround Sound
- Аккумулятор: 3300 мАч (несъемный)
- Цвета: New Moroccan Blue, New Aurora Black, New Platinum Grey, Carmine Red.
- Защита сборки: соответствует стандарту MIL-STD 810 при падении, пыле- и водонепроницаемость IP68.

#### Фотография
Три задние камеры
1. 16 Мп сверхширокоугольный (f1.9 / 1.0 мкм / 107°)
2. Стандартный угол 12 МП (f1,5 / 1,4 мкм / 78°)
3. 12-мегапиксельный телеобъектив с зумом (f2,4 / 1,0 мкм / 45°)

Две фронтальные камеры
1. Стандартный угол 8 Мп (f1.9 / 1,12 мкм / 80°)
2. 5 Мп, широкоугольный (f2.2/1,12 мкм/90°)

Фронтальные камеры могут работать в тандеме для создания идеального эффекта боке с помощью ползунка на экране для регулировки степени размытия фона. Другие функции позволяют любителям селфи еще больше персонализировать свои фотографии с помощью уникального освещения и специальных эффектов.

#### Режимы камеры
- Тройной снимок: легко сделайте три снимка — стандартный, телеобъектив с зумом и сверхширокоугольный — всего одним щелчком мыши.
- Cine Shot: управляйте тем, что движется. Превратите свои снимки в «живые» фотографии, которые привлекут и удержат внимание.
- AI Assistant: ThinQ AI распознает, что вы снимаете, и предлагает лучший фильтр, в то время как композиция AI регулирует положение вашего объекта для художественно сбалансированных фотографий.
- Эффект 3D-света: изменяет тон фотографии с помощью профессионально выглядящего освещения, ретуширует любое селфи, используя Makeup Pro.
- Пользовательский фон: полностью измените фон селфи.
- AR Emoji и аватары: для тех, кто любит все, что связано с дополненной реальностью, создавайте и делитесь персонализированными смайликами, используя собственное лицо или одного из предоставленных персонажей.

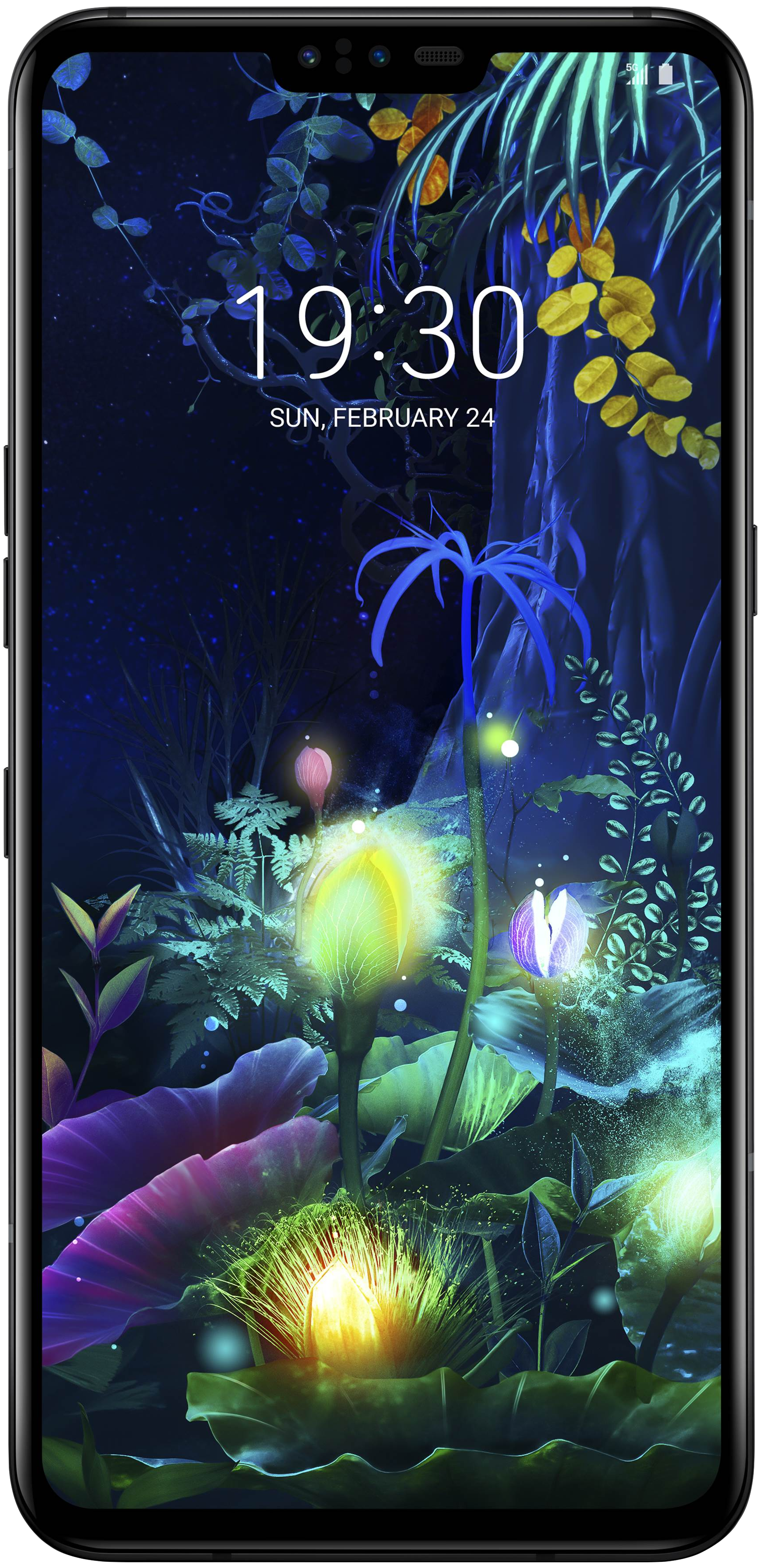
LG V50 ThinQ

### LG V50-V50s ThinQ
LG анонсировала V50 ThinQ 24 февраля 2019 года, а V50s — в октябре 2019 года на MWC 2019. V50S во многом идентичен внешне V40, хотя и с скрытой задней камерой, аналогичной LG G8, и логотипом 5G. Он оснащен системой на кристалле Qualcomm Snapdragon 855 и графическим процессором Adreno 640, а также поддержкой 5G и батареей немного большего размера. Чтобы конкурировать со складными смартфонами, устройство предлагает чехол, известный как «LG DualScreen», который содержит второй 6,2-дюймовый дисплей с разрешением 1080p. Он питается от разъемов pogo pin на телефоне, но связывается по беспроводной сети.

### LG V60 ThinQ
LG V60 ThinQ (обычно называемый LG V60) представляет собой Android-фаблет, производимый LG Electronics как часть серии LG V. Он был анонсирован в феврале 2020 года и является преемником LG V50 ThinQ. 5 апреля 2021 года LG объявила о закрытии своего подразделения мобильных телефонов и прекращении производства всех оставшихся устройств. LG отметила, что телефон будет доступен до тех пор, пока не закончатся существующие запасы.